# 中國星集團
中國星集團有限公司（英語：China Star Entertainment Limited）是一家成立於1984年的香港影視娛樂公司，由向華強創辦。主要業務是在電影製作及發行，亦有涉足博彩推廣業務及地產等業務。於2018年出售博彩業務，除此之外，也擁有永盛娛樂製作有限公司、永盛音像企業有限公司及旗下子公司一百年電影有限公司、思維娛樂有限公司、中國星電影有限公司製作的電影及電視劇集的全球獨家發行權，以及多間獨立製作公司的代理發行權。
主要合作的演員有劉德華、周星驰、李连杰、古天樂，主要合作導演為王晶、杜琪峰、韋家輝。

## 業務

### 電影及電視劇業務
於永盛娛樂及永盛娛樂製作時期，其商業片於1990年代初至中期叱咤一時。包括《賭神》、《赌侠》、《逃學威龍》、《鹿鼎記》等高賣座電影而成為1990年代初期香港最具影響力的電影公司。又與台灣赴港發展的年代影視合組永盛年代影視有限公司，從事錄影帶發行業務。1993年起在深圳興建片廠，並與中國大陸各片廠合拍多部電影。
1995年开始，向華強繼續製作多部賣座電影包括《烈火戰車》、《新上海灘》、《賭俠1999》、《暗戰》及《賭俠大戰拉斯維加斯》等。
「中國星」這個名字於1996年開始出現。當年永盛娛樂製作收購星光電訊的影視及音樂事業子公司，包括星光唱片、星光娛樂和星光鐳射影碟，它們都易名為中國星；後來成立控股公司「中國星集團有限公司」。

#### 重出江湖
2006年後，中国星轉移專注酒店及博彩業務。2015年，由於中國大陸市場迅速壯大，中國星決定回歸電影業，並開拍《封神傳奇》，及與杜琪峰、韋家輝等導演再次合作製作電影，並籌劃製作網絡劇。

### 物業開發業務
自2000年代末期，中國星集團拓展澳門及香港的房地產業務。

### 南北行業務
2011年，中國星集團又向黃少庚收購南北行參茸葯材、南北行中醫葯、保玉龍等等的「南北行」業務；2009年，該批業務，由另一間上市公司中国风电集团（前身為香港葯業集團；舊名南北行國際集團）售予其股東高振順，但再輾轉售予黃少庚。中國星集團更購得香港孖沙街1、3、20、22及24號的建築群，部分用作「南北行」連鎖店的旗艦店。但於2013年，物業連同「南北行」業務，被注入一間中間控股公司，中國星集團並出售該中間控股公司50%股權予BVI公司將盛有限公司（Mighty Chief Limited；37.5%）及里盛有限公司（Rosy Mile Limited；12.5%）。再於2014年6月，中國星集團完全出售；但又於同年11月全數回購。2017年，中國星集團再次出售及旗下的南北行業務予中國智能健康。

## 歷年電影作品
以下资料部份来自香港影库。

### 出品
| 永盛電影公司 - 1984年 《大小不良》 - 1986年 《魔翡翠》 - 1987年 《江湖情》 - 1987年 《英雄好漢》 - 1987年 《精裝追女仔》 - 1988年 《精裝追女仔II》 - 1988年 《火舞风云》 - 1988年 《最佳損友》 - 1988年 《最佳損友闖情關》 - 1989年 《最佳男朋友》 - 1989年 《至尊無上》 - 1989年 《專釣大鱷》 - 1989年 《精裝追女仔之3狼之一族》 - 1989年 《賭神》 - 1990年 《至尊計狀元才》 - 1990年 《摩登如來神掌》 - 1990年 《賭俠》 - 1991年 《整蠱專家》 - 1991年 《逃學威龍》 - 1991年 《至尊無上II之永霸天下》 - 1991年 《賭俠II之上海灘賭聖》 - 1991年 《非洲和尚》 - 1991年 《五億探長雷洛傳》 - 1991年 《五億探長雷洛傳II之父子情仇》 - 1991年 《與龍共舞》 - 1992年 《逃學威龍2》 - 1992年 《藍江傳之反飛組風雲》 - 1992年 《鹿鼎記》 - 1992年 《鹿鼎記2神龍教》 - 1992年 《絕代雙驕》 - 1992年 《戰龍在野》 - 1992年 《武狀元蘇乞兒》 - 1993年 《逃學威龍3之龍過雞年》 - 1993年 《黃飛鴻之鐵雞鬥蜈蚣》 | 奇寶影業製作公司 - 1987年 《義本無言》 | 三和電影製作 - 1990年 《皇家赌船》 |

| 永盛音像企業有限公司 - 1993年 《护花情狂》 - 1993年 《綁架黃七輝》 | 永盛電影製作有限公司 - 1993年 《至尊三十六計之偷天換日》 - 1993年 《倚天屠龍記之魔教教主》 - 1993年 《唐伯虎点秋香》 - 1994年 《新天龍八部之天山童姥》 - 1994年 《九品芝麻官》 - 1994年 《國產凌凌漆》 - 1994年 《賭神2》 | 永盛娛樂製作有限公司 - 1994年 《天與地》 - 1994年 《錦繡前程》 - 1995年 《給爸爸的信》 - 1995年 《慈禧秘密生活》 - 1995年 《小飞侠》 - 1995年 《大冒險家》 - 1995年 《百變星君》 - 1995年 《呆佬拜壽》 - 1995年 《山水有相逢》 - 1995年 《烈火戰車》 - 1996年 《大內密探零零發》 - 1996年 《冒险王》 - 1996年 《天若有情III烽火佳人》 - 1996年 《新上海灘》 - 1996年 《黑侠》 - 1997年 《黄飞鸿之西域雄狮》 - 1997年 《天地雄心》 - 1997年 《求戀期》 - 1997年 《對不起，多謝你》 - 1997年 《阴阳路之我在你左右》 - 1997年 《龍城正月》 - 1997年 《恐怖雞》 - 1997年 《黑金》 - 1998年 《陰陽路之升棺發財》 - 1998年 《碧血藍天》 - 1998年 《杀手之王》 - 1998年 《龍在江湖》 - 1998年 《賭俠1999》 - 1999年 《黑馬王子》 - 1999年 《原始武器》 - 1999年 《赌侠大战拉斯维加斯》 - 1999年 《暗战》 - 1999年 《極速傳說》 - 2000年 《生死拳速》 - 2000年 《决战紫禁之巅》 |

| 森信製作有限公司 - 1999年 《我愛777》 - 2000年 《笨小孩》 - 2001年 《頭號人物》 | 一百年電影有限公司 - 2000年 《孤男寡女》 - 2000年 《恋战冲绳》 - 2000年 《辣手回春》 - 2000年 《江湖告急》 - 2000年 《天有眼》 - 2001年 《钟无艳》 - 2001年 《老夫子2001》 - 2001年 《等候董建華發落》 - 2001年 《愛上我吧》 - 2001年 《野獸之瞳》 - 2001年 《瘦身男女》 - 2001年 《蜀山傳》 - 2001年 《絕世好Bra》 - 2001年 《男歌女唱》 - 2002年 《暗戰2》 - 2002年 《無限復活》 - 2002年 《嚦咕嚦咕新年財》 - 2002年 《我左眼見到鬼》 - 2002年 《絕世好B》 - 2002年 《我家有一隻河東獅》 - 2003年 《黑俠II》 - 2003年 《百年好合》 - 2003年 《奇逢敵手》 - 2003年 《失憶𠝹女王》 - 2003年 《戀上你的床》 - 2003年 《少年往事》 - 2003年 《大只佬》 - 2003年 《豪情》 - 2003年 《愛，斷了線》 - 2003年 《忘不了》 - 2004年 《鬼馬狂想曲》 - 2004年 《七年很癢》 - 2004年 《戀情告急》 - 2004年 《絕世好賓》 - 2004年 《柔道龙虎榜》 - 2004年 《煎釀叁寶》 - 2004年 《身驕肉貴》 - 2004年 《小白龍情海翻波》 - 2005年 《喜馬拉亞星》 - 2005年 《非常青春期》 - 2005年 《黑社會》 - 2005年 《妃子笑》 - 2006年 《最愛女人購物狂》 - 2006年 《爱上尸新娘》 - 2006年 《戀愛初歌》 - 2006年 《黑社会以和为贵》 - 2007年 《黑拳》 - 2007年 《降頭》 - 2007年 《神探》 - 2008年 《夺帅》 - 2008年 《内衣少女》 | 思維娛樂有限公司 - 2001年 《廢柴同盟》 - 2002年 《豬扒大聯盟》 - 2002年 《每天嚇你8小時》 - 2003年 《絕種好男人》 - 2003年 《低一點的天空》 - 2003年 《我的婆婆黃飛鴻》 - 2003年 《黑白森林》 - 2003年 《我的麻煩老友》 - 2003年 《絕種鐵金剛》 - 2004年 《这个阿爸真爆炸》 - 2005年 《借兵》 - 2005年 《做頭》 - 2005年 《凶男寡女》 - 2005年 《雀圣》 - 2006年 《血戰到底》 - 2008年 《黑勢力》 |

| 中國星電影有限公司 - 2002年 《衛斯理藍血人》 - 2009年 《撲克王》 - 2016年 《賭城風雲III》：聯合出品 - 2016年 《封神傳奇》 - 2018年 《吃貨拳王》 - 2021年 《總是有愛在隔離》 - 2021年 《真·三國無雙》：聯合出品 | 創意式有限公司 - 2009年 《再生號》 |

### 發行
- 1997年 《誤人子弟》

## 外部連結
- 官方网站
- 香港影庫上《中國星集團》的資料（繁體中文）